# دونالد ماكينون
دونالد ماكينون هو دبلوماسي وسياسي أسترالي، ولد في 30 أبريل 1892 في Prahran ‏ في أستراليا، وتوفي في 1965 في Terang ‏ في أستراليا.